# Rycyna

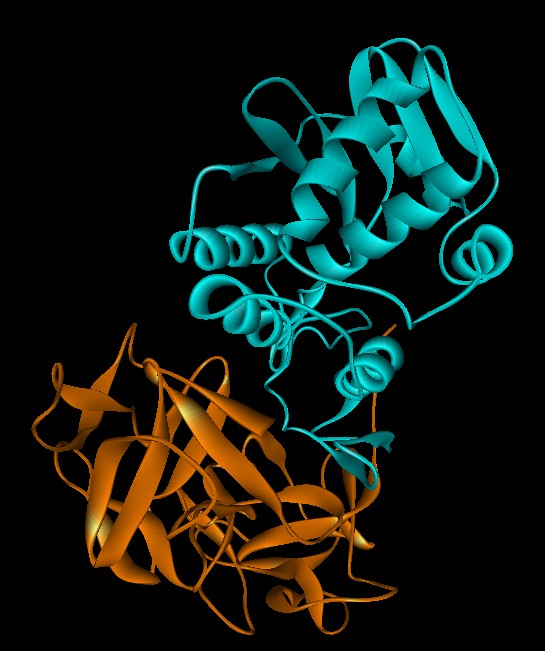
Model wstęgowy struktury rycyny

Rycyna – białko o silnych właściwościach toksycznych pochodzące z rącznika pospolitego (Ricinus communis z rodziny Euphorbiaceae). Wszystkie części rośliny zawierają rycynę, ale największe jej stężenie (od 1 do 5%) występuje w nasionach. Jako substancja białkowa z grupy lektyn nie miesza się z olejami, co umożliwia produkcję nieszkodliwego dla ludzi oleju rycynowego (który nie zawiera rycyny).
Jako pierwszy niezwykłe właściwości biologiczne rycyny zauważył w 1888 roku Hermann Stillmark. Była to pierwsza z wykrytych lektyn (aglutynin), tj. białek łączących się nieenzymatycznie z receptorami cukrowymi na błonach komórkowych.

## Działanie rycyny na organizmy żywe
Rycyna wywołuje gwałtowne wymioty i biegunkę, a także silne przekrwienie narządów układu pokarmowego i nerek spowodowane aglutynacją (zlepianiem) krwinek i wytrącaniem fibryny do krwi.

## Oddziaływanie rycyny na komórkę eukariotyczną
Rycyna składa się z dwóch łańcuchów białkowych mających 267 (RTA) i 262 (RTB) aminokwasów połączonych mostkiem dwusiarczkowym. Łańcuch RTB jest lektyną, tj. łańcuchem, który łączy się jako ligand z galaktozą – składnikiem wielu receptorów na błonie komórkowej (zwłaszcza makrofagów i komórek siateczki). Istnieje także bliżej nieznany mechanizm wykorzystania cząsteczek mannozy w toksycznym działaniu rycyny.
Łańcuch RTA należy do białek inaktywujących rybosomy (ribosome inactivating protein, RIP). Jest on enzymem (N-glikozydazą RNA) usuwającym adeninę z łańcucha RNA (jedna cząsteczka w ciągu minuty niszczy 1500 rybosomów, będąc w stanie inaktywować 50 tys. rybosomów).
Trucizna wnika do komórki po związaniu się łańcucha B z receptorem cukrowym na błonie komórkowej i wytworzeniu pęcherzyka pinocytarnego oraz endosomu. Część endosomów jest trawiona przez lizosomy, część jest wydzielana (egzocytoza), inne łączą się z aparatem Golgiego. W aparacie Golgiego odłączany jest RTB, natomiast RTA przepływa do cytozolu, wykorzystując szlak ERAD (niszczenia nieprawidłowych białek: ubikwityna i proteosomy). W cytozolu łańcuch A wymyka się ze szlaku ERAD i niszczy rybosomy (blokowanie przyłączenia się do rybosomu czynnika translacyjnego EF-2, elongation factor 2).

### Zatrucie rycyną
Zatrucie rycyną powoduje śmierć w ciągu kilkudziesięciu godzin (w przypadku zatrucia pokarmowego trucizna może się wchłaniać nawet do 5 dni).
Początkowe objawy są niecharakterystyczne: gorączka, osłabienie, grypopodobne bóle mięśni (czasem ich skurcze), nudności, objawy odwodnienia, rozszerzenie źrenic, leukocytoza.
Później dominują objawy związane z drogą wniknięcia trucizny:
IniekcjaSilny ból w miejscu wstrzyknięcia, powiększenie węzłów chłonnych, bezmocz.
Zatrucie pokarmoweBóle brzucha, wymioty, biegunka, powiększenie wątroby i śledziony, hipoglikemia, owrzodzenia przewodu pokarmowego w badaniu endoskopowym, objawy niewydolności nadnerczy, anuria.
Zatrucie wziewneKaszel, duszności, cechy niedotlenienia i toksycznego obrzęku płuc.
U robotników pracujących na plantacjach rącznika obserwowano objawy alergiczne spowodowane pyłem roślinnym (obrzęk błony śluzowej nosa i dróg oddechowych, zaczerwienienie spojówek, pokrzywka, objawy dusznicy oskrzelowej o nagłym początku).

#### Patologia zatrucia pokarmowego rycyną
Przewód pokarmowyZmiany patologiczne pojawiają się po około 36 godzinach od połknięcia. Największe zmiany dotyczą tkanki limfatycznej przewodu pokarmowego; prowadzą one do owrzodzeń i zmian krwotocznych w ścianie jelita cienkiego (zwłaszcza w grudkach chłonnych) oraz do zmian martwiczo-krwotocznych w węzłach chłonnych krezki.
ŚledzionaOgniska martwicy w miazdze białej.
WątrobaMartwica komórek Kupffera, zakrzepica, ogniska martwicy hepatocytów (w następstwie – hipoglikemia).
NerkiMartwica nabłonków kanalików nerkowych, następnie ciężkie zaburzenia wodno-elektrolitowe (w następstwie – mocznica), odwodnienie (w następstwie – zapaść).
Obserwowano także porażenie nerwów czaszkowych i cechy niewydolności nadnerczy.

#### Patologia zatruciaparenteralnegorycyną
Objawy ogólne zatrucia pojawiają się kilkanaście godzin po wstrzyknięciu domięśniowym. Ogólnie zmiany są podobne do obserwowanych przy zatruciu pokarmowym, z największym nasileniem zmian w jelicie cienkim (po około 36 godzinach od wstrzyknięcia).
Miejsce wstrzyknięciaMartwica mięśni, powiększenie okolicznych węzłów chłonnych.
Przewód pokarmowyApoptoza komórek nabłonka w obrębie krypt, intensywny naciek komórek plazmatycznych i makrofagów w obrębie blaszki właściwej, martwica komórek limfoidalnych w grudkach chłonnych; później zmiany wrzodziejące i krwotoczne w ścianie jelita cienkiego.
Węzły chłonneZatarcie struktury grudkowej, martwica limfocytów, wylewy krwi w zatokach, erytrofagocytoza.
ŚledzionaMartwica limfocytów, zwłaszcza w obszarze wokół tętniczek centralnych.
WątrobaMartwica komórek Kupfera, zakrzepica, ogniska martwicy hepatocytów (później – hipoglikemia).
NerkiMartwica nabłonków kanalików nerkowych prowadząca do ciężkich zaburzeń wodno-elektrolitowych (w następstwie – mocznica), odwodnienie (w następstwie – zapaść).

#### Patologia zatrucia wziewnego rycyną
Płuca i drogi oddechoweZmiany patologiczne pojawiają się po 8–12 godzinach od inhalacji (pojawia się wysięk białkowy w drogach oddechowych i toksyczny obrzęk płuc). Rycyna łączy się z komórkami urzęsionymi nabłonka błony śluzowej, makrofagami, pneumocytami (w następstwie – uszkodzenie surfaktantu) i komórkami śródbłonka, powodując uogólniony zespół przesiąkania (w następstwie – ciężkie zaburzenia wodno-elektrolitowe):
- włóknikowo-ropne zapalenie płuc,
- ostre owrzodzenia dróg oddechowych o charakterze martwiczo-krwotocznym,
- wysięk wewnątrzpęcherzykowy z obrzękiem okołonaczyniowym (obrzęk toksyczny płuc).

Węzły chłonne śródpiersiaOstre zapalenie ropne z martwicą.
NadnerczaNacieki zapalne.

## Rycyna jako broń biologiczna
W czasie I wojny światowej opracowano pociski wypełnione talkiem nasączonym rycyną oraz badano możliwości wytwarzania aerozolu (tzw. agent W). Nie znano jednak wówczas jeszcze odtrutki na rycynę, eksperymenty więc zawieszono. W czasie II wojny wyprodukowano ok. 1700 kg czystej rycyny do eksperymentów oraz opracowano metody jej krystalizacji i proszkowania. Przygotowywano także bomby chemiczne z rycyną.

## Rycyna w rękach przestępców, służb specjalnych i terrorystów
Najgłośniejszym echem w świecie odbiło się użycie rycyny 7 września 1978, kiedy agent KGB zabił w Londynie bułgarskiego dysydenta Georgi Markowa przez wstrzelenie podskórne ok. 0,5 mg rycyny w platynowej kulce o średnicy 1,6 mm z mikroskopijnymi otworami, przez które rycyna przedostała się do organizmu Markowa. Inny atak, dokonany 10 dni wcześniej, bo 28 sierpnia w paryskim metrze w ten sam sposób na innego dysydenta, Władimira Kostowa, nie powiódł się; zaatakowany przeżył zamach dzięki temu, że miał na sobie tego dnia gruby sweter i kula nie weszła dostatecznie głęboko.
W 1995 roku amerykańska lekarz onkolog Deborah Green została skazana w Kansas City za próbę zabójstwa męża za pomocą rycyny (również drogą parenteralną).
Podejmowane też były próby ataku z użyciem rycyny obliczone na zatrucie poprzez skórę. M.in. w 1991 roku członkowie organizacji Minnesota Patriots’ Council (tzw. milicji) gromadzili rycynę w celu dokonania ataku terrorystycznego, a w roku 2003 rycynę wykryto w pewnej liczbie listów wysłanych do Białego Domu. W 2011 r. amerykańskie służby specjalne poinformowały opinię publiczną o wykryciu próby ataku terrorystycznego na terenie USA za pomocą rycyny. Zamachowcy planowali rozpylić 4,5 kg tej substancji w kilku amerykańskich miastach. W kwietniu 2013 roku rycynę wykryto w dwóch listach na terenie Białego Domu. Przesyłki zaadresowane były do prezydenta Baracka Obamy oraz jednego z senatorów.
Możliwy jest także atak chemiczny przy użyciu rycyny przez drogi oddechowe.

## Pokarmowe zatrucia rycyną
Tego rodzaju zatrucia powstają zazwyczaj w wyniku przypadkowego zatrucia nasionami rącznika – zwłaszcza u dzieci. Białko rycyny jest częściowo trawione w przewodzie pokarmowym; szacuje się, że śmiertelność przy zatruciu nasionami wynosi ok. 1,9% (znanych jest 14 pewnych przypadków zgonów z powodu zjedzenia kilkunastu nasion).

## Doświadczenia z rycyną w lecznictwie
W latach pięćdziesiątych XX w. rycynę (oraz bardzo podobną truciznę roślinną – abrynę) wypróbowywano jako potencjalne chemioterapeutyki w onkologii (w I fazie prób klinicznych). Były one podawane dożylnie, w dawce 18–20 μg/m². Z objawów niepożądanych obserwowano grypopodobne bóle mięśniowe, nudności i wymioty. W dwóch wypadkach (z podaniem abryny) doszło do zgonów z objawami uszkodzenia układu nerwowego i drgawkami. Obecnie są prowadzone badania nad wykorzystaniem rycyny w onkologii jako immunotoksyny.